# Ylvis
Ylvis är en norsk komikerduo bestående av bröderna Vegard Ylvisåker, född 1979, och Bård Ylvisåker, född 1982. Tillsammans har de programlett radio- och TV-program, skrivit musik och turnerat med egna föreställningar.

## Biografi
Brödernas släkt kommer ursprungligen från Sogndal, men de växte upp i Bergen och i Angola och Moçambique i Afrika. Anledningen till uppväxten i Afrika var att deras far, som var ingenjör, arbetade med bistånd och med att elektrifiera Afrika under 1980- och 1990-talen. 
Ylvis gjorde sin professionella scendebut år 2000 på Ole Bull teatern i Bergen med föreställningen Ylvis – en kabaret. De gjorde också en nationell turné med föreställningen och efter turnén gav de föreställningen Ylvis goes philharmonic med Bergens filharmoniska orkester.
År 2001 var de ett stående inslag i NRK:s teveprogram Absolutt Norsk och senare i Trond–Viggo Torgersens TVT. De fortsatte därefter att göra både scenföreställningar och norsk tv. På 2000-talet gjorde de bland annat de norska TV-varianterna av Hål i väggen och Schlag den Raab, som motsvaras av svenska Vem kan slå Filip och Fredrik?, under namnen Ylvis møter veggen respektive Hvem kan slå Ylvis.
Sommaren 2006 gjorde bröderna radiodebut med programmet O-fag för NRK radio.  Programmet sändes 2006–2008.
Hösten 2011 hade Ylvis egen talkshow I kveld med Ylvis premiär på tv-kanalen TVNorge. Ett stående inslag i talkshowen var att bröderna gjorde sina egna komiska låtar med tillhörande musikvideos. Hösten 2013 fick de i samband med premiären av den tredje säsongen en oplanerad världshit med låten The Fox. Låten och den tillhörande musikvideon gjordes som reklam för säsongspremiären av I kveld med Ylvis men fick över 100 miljoner visningar på YouTube på bara några veckor och nådde en 6:e plats på Billboard Hot 100 i USA. 
I mars 2015 framförde Ylvis sin låt Stonehenge på svenska Melodifestivalen tillsammans med Lili & Susie. Samma månad spelade Ylvis i Globen med sin föreställning The Expensive Jacket Tour, en parodi på arenakonserter där de framförde sina egna låtar från I kveld med Ylvis. 
Sedan 2011 driver Ylvis-bröderna sitt eget TV-produktionsbolag, Concorde television,  tillsammans. Under de senaste åren har de haft kontinuerliga TV-framgångar i Norge, bland annat med Stories from Norway,  Ylvis på holmen, Ylvis i Sogn,  Bäst i test Norge och Ylvis mot Ylvis. I flera av de nyare projekten medverkar även deras yngre bror Bjarte Ylvisåker, född 1989.   Tillsammans med Bjarte turnerar de även regelbundet på musikfestivaler i Norge där de spelar musik från sina olika TV-projekt genom åren.